# Sant Cugat Sesgarrigues
Sant Cugat Sesgarrigues (em catalão e oficialmente) ou San Cugat Sasgarrigas (em castelhano) é um município da Espanha na comarca de Alt Penedès, província de Barcelona, comunidade autónoma da Catalunha. Tem 6,3 km² de área e em 2021 tinha 1 004 habitantes (densidade: 159,4 hab./km²).

## Demografia
| Variação demográfica do município entre 1991 e 2004[carece de fontes?] | Variação demográfica do município entre 1991 e 2004[carece de fontes?] | Variação demográfica do município entre 1991 e 2004[carece de fontes?] | Variação demográfica do município entre 1991 e 2004[carece de fontes?] |
| ---------------------------------------------------------------------- | ---------------------------------------------------------------------- | ---------------------------------------------------------------------- | ---------------------------------------------------------------------- |
| 1991                                                                   | 1996                                                                   | 2001                                                                   | 2004                                                                   |
| 716                                                                    | 752                                                                    | 755                                                                    | 843                                                                    |